# Amapiano
Sous-genres
S'gija, private school, quantum sound, cardi-ano
L'amapiano (du zoulou : « les pianos ») est un genre de musique house ayant émergé en Afrique du Sud en 2012. L'amapiano est un hybride de deep house, de jazz et de lounge caractérisé par des synthés, des nappes aérées, de larges lignes de basse percussives , de claviers inspirés du gospel et de percussions traditionnelles. Il se distingue par des mélodies de piano aiguës, des lignes de basse kwaito, des rythmes house sud-africains des années 1990 à faible tempo et des percussions d'un autre sous-genre local de house connu sous le nom de Bacardi.

## Histoire

### Origines et précurseurs

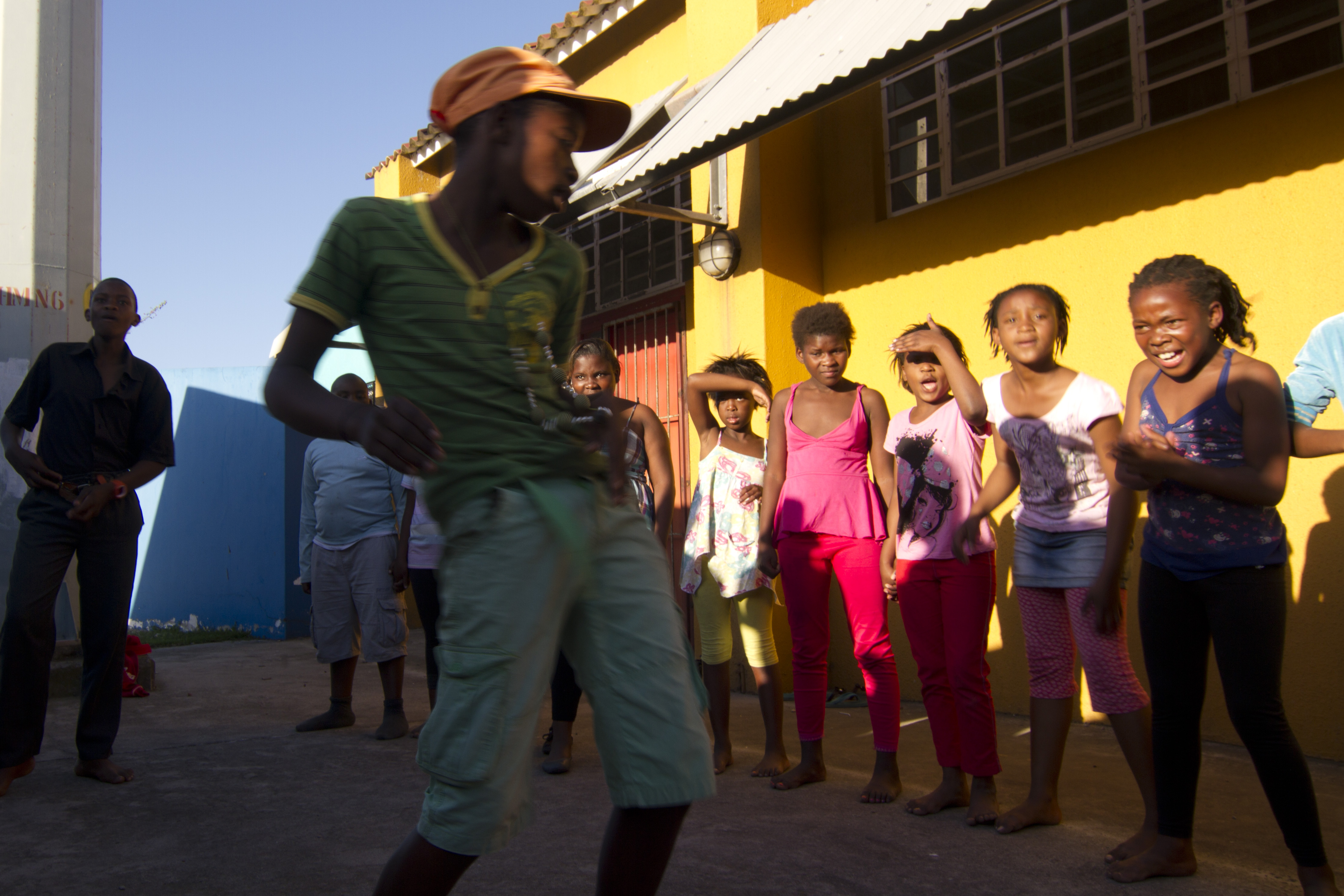
Danseur de kwaito, genre de musique précurseur de l'amapiano.

Bien que le genre ait gagné en popularité dans le Gauteng, il y a beaucoup d'ambiguïté concernant ses origines, avec divers récits des styles musicaux dans les townships de Johannesbourg – Soweto, Alexandra, Vosloorus et Katlehong. En raison des similitudes du genre avec le Bacardi, certaines personnes affirment que le genre a commencé à Pretoria. L'origine de l'amapiano a été et demeure un sujet de débat permanent,,,,. Divers récits sur qui a formé le genre populaire rendent impossible d'identifier avec précision ses origines.
L'amapiano s'inscrit dans la continuité de styles musicaux sud-africains. Il tire son origine du kwaito (un genre de house sud-africain, populaire depuis le début des années 1990 en Afrique du Sud, qui a accompagné la fin de l'apartheid, et qui se fabrique sur le même tempo que l'amapiano soit 110-115 BPM). L'un des autres genres qui a pavé le chemin de l'amapiano s'appelle Bacardi House. Populaire à la fin des années 2000 et au début des années 2010, il est représenté par DJ Spoko et DJ Mujava.
En Afrique du Sud, Don Laka (en), musicien actif dans les scènes jazz, bubblegum et kwaito est pionnier dans le mélange entre musique acoustique, jazz et musique électronique. Le morceau Mamelodi en est un exemple. Le podcast Faya consacré à l'amapiano souligne le lien entre Don Laka et l'amapiano.

### Succès

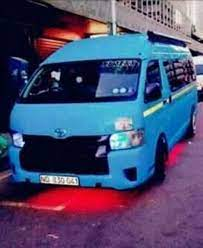
Les taxis de Durban, qui diffusent de la musique en continu.

Le morceau Township Funk de DJ Mujava, paru en 2008 sur le label Warp, va ouvrir une porte qui connecte la musique underground d'Afrique du Sud à l'international. Le morceau est à la fois un succès critique dans la presse spécialisée musicale anglo-saxonne, et un tube dans les townships sud-africains.
Dans la seconde moitié des années 2010, le gqom, un genre né à Durban en Afrique du Sud, va réussir à se propager à l'international avec des artistes comme la chanteuse Sho Madjozi et le producteur DJ Lag. Certains titres du genre gqom vont être utilisé en bande-son de films à portée internationale (Omunye pour Black Panther en 2018, ou My Power pour The Lion King, produit en association avec Beyoncé). En 2020, le morceau Jérusalema de Master KG et Nomcebo Zikodé, composé d'une base gqom, va se populariser à l'international, grâce, en partie, à une chorégraphie virale.
À échelle locale, le gqom est connu pour se propager grâce aux taxis qui transportent des fêtards et qui diffusent de la musique en continu. Ce mode de diffusion par les taxis existait déjà à l'époque de la popularisation du kwaito, et de la house avant lui. On retrouve ces modes et stratégies de diffusion dans l'amapiano.
La compilation AmaPiano Volume 1, parue en 2016, regroupe l'essentiel de la scène amapiano à son émergence (Kabza de Small, DJ Maphorisa, Calvin Fallo).

### Évolution musicale
Dans la seconde moitié des années 2010, l'amapiano passe d'un genre essentiellement instrumental à un genre accompagné de textes chantés ou rappés. Ce qui ouvre la porte à un nouveau type d'artiste, les interprètes. Quelques artistes se démarquent comme Semi Tee, Focalistic ou Sha Sha. L'arrivée des textes, c'est aussi l'arrivée des thématiques dans l'amapiano. On parle d'argent et de comment en obtenir, autant que d'amour et de spiritualité. Au départ, ces textes sont majoritairement écrits en langue zouloue. Plus tard, l'anglais devient l'une des autres langues très représentées dans l'amapiano. Au cours de son évolution, l'amapiano va se raccourcir, passer de morceaux de huit minutes à des morceaux en dessous de cinq minutes. Ce changement est nécessaire pour s'adapter au format radio, et se fait dans le même temps que l'apparition de la voix, autour de 2017.
Plusieurs sous-catégories d'amapiano vont se développer au cours de son évolution. En plus de sous-genres, on peut remarquer que des tendances vont aller et venir, comme l'utilisation des bruits de cloches, de bruits de bouteilles ou de sifflets.

## Caractéristiques

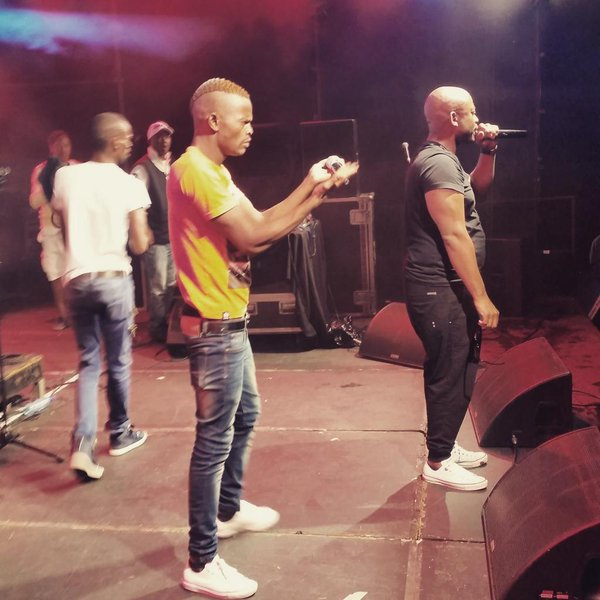
M'du, producteur de kwaito et d'amapiano, pionnier de l'utilisation du log drum.

### Éléments
Les éléments sonores qui composent l'amapiano ont des origines acoustiques. Les shakers, qui donnent le tempo des morceaux, évoquent le son des maracas. L'amapiano repose aussi à l'origine, comme son nom l'indique, sur des notes de piano, tirées du jazz. On y entend aussi des percussions acoustiques et des synthés. Enfin, une basse, communément appelé log drum, vient casser le rythme. Le log drum est une version synthétisée d'un instrument fabriqué à partir d'un tronc de bois évidé, qu'on appelle tambour de bois ou tambour à fente. À l'origine, l'amapiano est un genre strictement instrumental, mais des textes chantés ou rappés s'y ajoutent au fil de son évolution.
Plusieurs producteurs désignent le producteur MDU aka TRP comme étant l'initiateur du log drum que l'on entend dans l'amapiano. En 2023, DJ Maphorisa, l'une des grandes figures du genre, lance un appel à la communauté amapiano pour réunir une somme d'argent pour MDU, en remerciement de sa contribution au genre. Cet appel est partagé par d'autres figures du genre comme les Major League DJZ.

### Structure
Les premiers morceaux d'amapiano sont relativement longs, parfois plus de huit minutes. Ils sont généralement ouverts par une longue introduction à laquelle viennent s'ajouter progressivement des éléments sonores. Le tempo de l'amapiano se situe, en général, entre 110 et 115 BPM. Au cours de son évolution, les morceaux d'amapiano seront de plus en plus courts, en partie pour s'adapter au format radio.

## Diffusion

### Internet
L'amapiano se diffuse largement sur Internet, et ce depuis sa création. Représenté par des bedroom producers, opérant souvent avec peu de moyens, le genre se propage en premier lieu via des sites qui permettent de diffuser de la musique à moindre coût, comme SoundCloud ou Bandcamp. En Afrique du Sud, l'application WhatsApp est un moyen très populaire de diffuser des morceaux. Les producteurs partagent leur créations dans des canaux de diffusions, parfois suivi par plusieurs milliers de personnes. Il existe aussi des blogs spécialisés (comme le site fakazavibes.com) sur lesquels ont peu télécharger directement les fichiers MP3 des morceaux[source secondaire nécessaire].
Les réseaux sociaux contribuent grandement à la popularisation de l'amapiano, en particulier Tik Tok. Des artistes (ou des internautes) lancent des challenges de danse liée à des morceaux sur la plateforme, et permettent de faire connaitre, selon les cas, un artiste ou un morceau. Si certains challenges de danse sont imaginés par les artistes, comme le fait la productrice et danseuse Uncle Waffles, d'autres naissent de la volonté du public.
Sur YouTube, l'amapiano se popularise aussi grâce aux DJ sets filmés. La série de DJset Balcony Mix lancée par les Major League DJz, permet de faire connaitre le genre à un public international,.

### Transport en commun
Depuis la fin des années 80, la musique en Afrique du Sud circule via les transports en commun. À cette époque, les taxis collectifs diffusent de la house par le biais de cassettes audio fournies par des défricheurs de musique. Ce mode de diffusion va être repris pour les genres de musique populaires qui vont suivre : le kwaito, le gqom et donc l'amapiano. Les minibus font partie de l'esthétique visuelle du genre, ils apparaissent dans les clips. Les minivans Toyota Quantum ont même donné leur nom à un sous-genre de l'amapiano, apparu en 2023, connu pour ses basses saturées.

## Popularité
En 2020, le genre connait une popularité croissante à travers le continent africain, notamment en Afrique du Sud, avec une augmentation notable des flux numériques et des succès dans les charts dans des pays éloignés de son origine sud-africaine. Selon le journal Le Monde en novembre 2023, les stars en sont en particulier, pour les artistes hommes, Kabza De Small, DJ Maphorisa, Focalistic, Daliwonga ou Felo Le Tee, et pour les artistes femmes Sho Madjozi, Kamo Mphela, DBN Gogo, Uncle Waffles ou Tyla.

### Nigeria
L'un des signes avant coureurs des liens entre la scène amapiano et l'industrie musicale nigériane est la participation de DJ Maphorisa à la production du tube One Dance de Wizkid et Drake, paru en 2016. Depuis, les scènes amapiano et afrobeats se sont rapprochées, et les collaborations se multiplient, sous forme de remixes, de featurings entre interprètes, ou d'artistes nigérians qui posent sur des productions amapiano.
À partir de 2020, année où l'amapiano connait un pic de popularité dans le monde, des éléments sonores de l'amapiano (le shaker, le log drum) apparaissent dans de nombreuses productions afrobeats, portées autant par des artistes émergents que des géants de l'industrie nigériane. On note, parmi les artistes qui ont accueilli ce mélange, Asake, Rema, Ayra Starr, Burna Boy ou Davido. La scène nigériane a contribué à propulser le son de l'amapiano à un niveau mondial.

### International

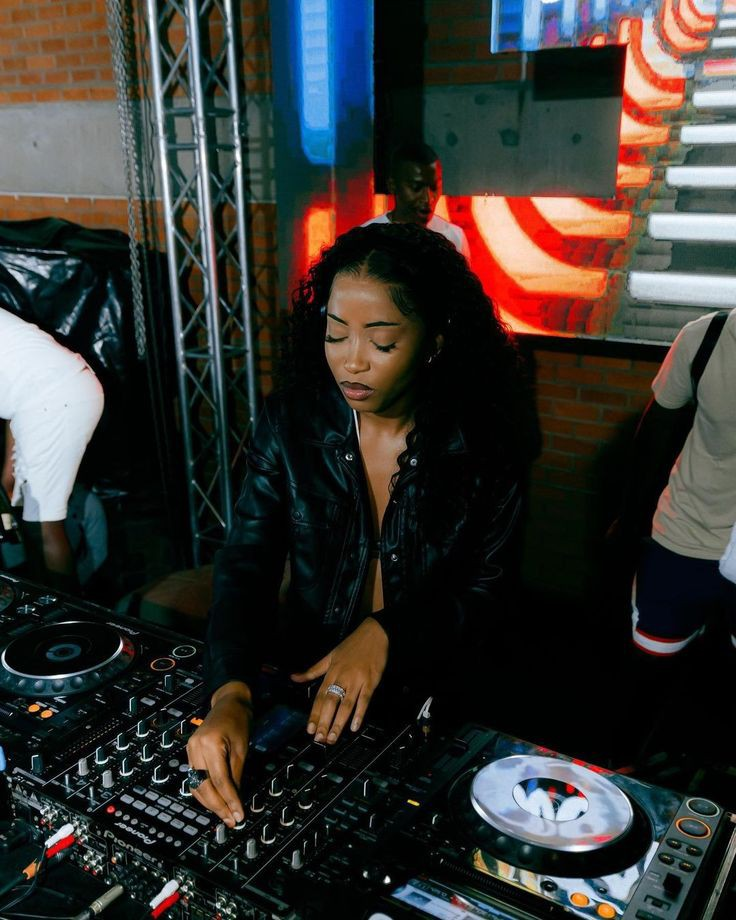
La DJ et productrice sud-africaine Uncle Waffles.

On commence à parler d'amapiano dans la presse spécialisée à l'international au milieu des années 2010, dans des revues comme le magazine Pitchfork. On peut supposer que les liens privilégiés entre les labels sud-africains et organes de presse anglo-saxons est une résultante de leur histoire commune et passé colonial. Les productions amapiano parues sur des labels comme Awesome Tapes of Africa ou NTS font l'objet de chroniques dans la presse occidentale. À partir de 2020, le nombre d'articles et de reportages centrés sur l'amapiano explose, et touche aussi la presse généraliste mondiale.
On remarque à cette même période l'émergence de nombreux événements (festivals, soirées en club) consacrés à la musique amapiano dans le monde, dans des villes comme New York, Paris, Londres ou Toronto. Certaines figures de l'amapiano font des tournées internationales, à l'image d'Uncle Waffles, en tournée aux États-Unis en 2022 et 2023. Depuis 2020, les collaborations entre figures sud-africaines de l'amapiano et artistes à portée internationales se multiplient. Elles se font sous la forme de remixes ou de featurings. L'un des exemples marquants de cet évolution est le morceau Water de la chanteuse Tyla, succès commercial en Afrique du Sud et dans le monde, qui sera ensuite remixé ave le rappeur américain Travis Scott.

### France
Au début des années 2020, certains interprètes du paysage musical français vont se rapprocher de l'amapiano. Certains artistes se l'approprient le temps d'un morceau comme Vacra avec Tiki Taka ou Youssoupha avec Amapiano, et d'autres consacrent des projets plus long au genre comme Harley avec Loading ou Yend avec Soliloquy. Le log drum, élément sonore phare de l'amapiano, peut apparaitre de manière isolée, comme dans le morceau Miné sur Paname de Jul et Tiakola.
Quelques artistes de la scène french touch produisent des relectures de leurs titres phares en version amapiano, comme St Germain ou DJ Gregory.

## Sous-genres

### Private school
L'amapiano privateschool imaginé « pour s’adapter aux lieux les plus calmes et feutrés, [...] un amapiano aux influences lounge, avec beaucoup de clavier nébuleux, pleins de réverbération et avec très peu de breaks[réf. nécessaire]. » On l'appelle également soulful amapiano, et il est représenté par des artistes comme Vigro Deep, Kelvin Molmo ou MDU.

### Rough Amapiano
Originaire du quartier de Mamelodi-East à Prétoria, le rough amapiano est caractérisé par un son moins soulful, plus mental, mais souvent très vocal. On retrouve les mêmes basses percussives que dans l'amapiano classique (qui sont toujours le dénominateur commun avec les shakers). Elles sont parfois plus agressives et jouées avec une plus grande amplitude de tonalités. Le son de basse perçu caractéristique du rough amapiano s’appelle clunk bass. Les producteurs phares du genre sont Toxicated Keys ou GemValleyMusiQ.